# حصيف (القفر)

تعديل مصدري - تعديل

حصيف محلة تابعة لقرية الرباط، التابعة لعزلة بني سيف العالي بمديرية القفر إحدى مديريات محافظة إب في الجمهورية اليمنية، بلغ تعداد سكانها 22 حسب تعداد اليمن لعام 2004.